# 奈半利郵便局
奈半利郵便局（なはりゆうびんきょく）は、高知県安芸郡奈半利町にある郵便局。民営化前の分類では集配特定郵便局であった。

## 概要
住所：〒781-6499 高知県安芸郡奈半利町乙1257

## 沿革
- 1872年9月3日（明治5年8月1日） - 奈半利郵便取扱所として開設[1]。
- 1875年（明治8年）1月1日 - 奈半利郵便局（五等）となる。
- 1885年（明治18年）7月20日 - 貯金取扱を開始。
- 1890年（明治23年）8月1日 - 為替取扱を開始。
- 1902年（明治35年）3月6日 - 奈半利郵便電信局となる。
- 1903年（明治36年）4月1日 - 通信官署官制の施行に伴い奈半利郵便局となる。
- 1962年（昭和37年）6月1日 - 国際電報受付・配達および国内欧文電報受付・配達の各業務を室戸電報電話局に移管[2]。
- 1966年（昭和41年）9月25日 - 電話交換および和文電報配達業務を田野電報電話局に移管。
- 1991年（平成3年）2月18日 - 田野郵便局、安田郵便局、野友郵便局から集配業務を移管。
- 2007年（平成19年）3月5日 - 馬路郵便局から「781-62xx」区域の集配業務を移管[3]。
- 2007年（平成19年）10月1日 - 民営化に伴い、併設された郵便事業安芸支店奈半利集配センターに一部業務を移管。
- 2012年（平成24年）10月1日 - 日本郵便株式会社発足に伴い、郵便事業安芸支店奈半利集配センターを奈半利郵便局に統合。

## 取扱内容
- 郵便、印紙、ゆうパック、内容証明
- 貯金、為替、振替、振込、国際送金、国債
- 生命保険、バイク自賠責保険
- ゆうちょ銀行ATM
- 「781-62xx」区域（安芸郡馬路村の全域）、「781-64xx」区域（安芸郡奈半利町、安芸郡田野町、安芸郡安田町、安芸郡北川村のそれぞれ全域）の集配業務

## 周辺
- 奈半利町役場
- 奈半利町立奈半利小学校
- 奈半利町立奈半利中学校
- 国道55号
- 奈半利川
- 奈半利港

周囲の町並には、浜石を積み上げた古くからの石塀が多く残っている。

## アクセス
- 土佐くろしお鉄道ごめん・なはり線 奈半利駅から東へ300m（徒歩約4分）
- 高知東部交通バス 奈半利立町停留所下車
- 駐車場あり：9台